# Ancistrus chagresi
Az Ancistrus chagresi a sugarasúszójú halak (Actinopterygii) osztályának harcsaalakúak (Siluriformes) rendjébe, ezen belül a tepsifejűharcsa-félék (Loricariidae) családjába tartozó faj.

## Előfordulása
Az Ancistrus chagresi Közép-Amerikában őshonos. A Panama-csatorna térségében található meg. A Chagres, a Gatún és a Chorrera medencékben vannak a természetes élőhelyei.

## Megjelenése
Hossza elérheti a 19,5 centimétert. 2015-ig, amíg fel nem fedezték a 20,1 centiméteres Ancistrus maximust, nemében a leghosszabb fajnak számított.

## Életmódja
A trópusi édesvizeket kedveli, ahol a fenéken él és keresi meg a táplálékát.